# 金茨河畔埃格
金茨河畔埃格是德国巴伐利亚州的一个市镇。总面积20.71平方公里，总人口1140人，其中男性576人，女性564人（2011年12月31日），人口密度55人/平方公里。